# Zonitis cyanipennis
Zonitis cyanipennis là một loài bọ cánh cứng trong họ Meloidae. Loài này được Pascoe miêu tả khoa học năm 1862.